# U-752
| U-752                      | U-752                                                          | U-752                                                          |
| -------------------------- | -------------------------------------------------------------- | -------------------------------------------------------------- |
|                            |                                                                |                                                                |
|                            |                                                                |                                                                |
|                            |                                                                |                                                                |
| Під прапором               | Третій рейх                                                    | Третій рейх                                                    |
| Спуск на воду              | 29 березня 1941 року                                           | 29 березня 1941 року                                           |
| Виведений зі складу флоту  | 23 травня 1943 року                                            | 23 травня 1943 року                                            |
| Сучасний статус            | затоплений                                                     | затоплений                                                     |
| Проєкт                     |                                                                |                                                                |
| Тип ПЧ                     | Торпедний ДПЧ                                                  | Торпедний ДПЧ                                                  |
| Основні характеристики     |                                                                |                                                                |
| Швидкість (надводна)       | 17,7 вузлів                                                    | 17,7 вузлів                                                    |
| Швидкість (підводна)       | 7,6 вузлів                                                     | 7,6 вузлів                                                     |
| Робоча глибина занурення   | 100 м                                                          | 100 м                                                          |
| Гранична глибина занурення | 220 м                                                          | 220 м                                                          |
| Екіпаж                     | 44 осіб                                                        | 44 осіб                                                        |
| Розміри                    |                                                                |                                                                |
| Довжина найбільша (по КВЛ) | 67,1 м                                                         | 67,1 м                                                         |
| Ширина корпусу найб.       | 6,2 м                                                          | 6,2 м                                                          |
| Висота                     | 9,6 м                                                          | 9,6 м                                                          |
| Середня осадка (по КВЛ)    | 4,70 м                                                         | 4,70 м                                                         |
| Водотоннажність надводна   | 769 т                                                          | 769 т                                                          |
| Озброєння                  |                                                                |                                                                |
| Артилерія                  | одна палубна гармата калібру 88-мм, одна 20-мм зенітна гармата | одна палубна гармата калібру 88-мм, одна 20-мм зенітна гармата |
| Торпедно- мінне озброєння  | 4 носових і один кормовий ТА. 14 торпед або 26 мін             | 4 носових і один кормовий ТА. 14 торпед або 26 мін             |

U-752 — німецький підводний човен типу VIIC часів Другої світової війни.
Замовлення на будівництво човна було віддане 9 жовтня 1939 року. Човен був закладений на верфі суднобудівної компанії «Kriegsmarinewerft (KMW)» у місті Вільгельмсгафен 5 січня 1940 року під заводським номером 135, спущений на воду 29 березня 1941 року, 24 травня 1941 року увійшов до складу 3-ї флотилії. Єдиним командиром човна був капітан-лейтенант Карл-Ернст Шретер.
Човен зробив 9 бойових походів, в яких потопив 7 (загальна водотоннажність 32 966 брт) суден, 2 допоміжні військові кораблі (загальна водотоннажність 1 134 брт) та пошкодив 1 судно (водотоннажністю 4 799 брт).
23 травня 1943 року потоплений у Північній Атлантиці (51°40′ пн. ш. 29°49′ зх. д. / 51.667° пн. ш. 29.817° зх. д.) ракетами торпедоносця Свордфіш з британського ескортного авіаносця «Арчер». 29 членів екіпажу загинули, 17 врятовані.

## Потоплені та пошкоджені кораблі[3]
| Назва         | Тип                 | Належність      | Дата              | Тоннаж (БРТ) | Вантаж                                                                                               | Статус     | Місце                                                       |
| T-898         | протимінний траулер | СРСР            | 25 серпня 1941    | 553          | | потоплено  | 68°20′ пн. ш. 39°00′ сх. д. / 68.333° пн. ш. 39.000° сх. д. |
| RT-8 Seld     | траулер             | СРСР            | 27 серпня 1941    | 608          | | потоплено  | 68°30′ пн. ш. 43°00′ сх. д. / 68.500° пн. ш. 43.000° сх. д. |
| T-889         | протимінний траулер | СРСР            | 15 листопада 1941 | 581          | | потоплено  | 67°30′ пн. ш. 41°11′ сх. д. / 67.500° пн. ш. 41.183° сх. д. |
| West Imboden  | вантажне судно      | США             | 21 квітня 1942    | 5 751        | 7 357 т генеральних вантажів                                                                         | потоплено  | 41°14′ пн. ш. 65°55′ зх. д. / 41.233° пн. ш. 65.917° зх. д. |
| Reinholt      | вантажне судно      | Норвегія        | 23 квітня 1942    | 4 799        | | пошкоджено | 39°10′ пн. ш. 72°00′ зх. д. / 39.167° пн. ш. 72.000° зх. д. |
| Bidevind      | вантажне судно      | Норвегія        | 1 травня 1942     | 4 956        | 7 000 т марганцевої руди та генеральних вантажів                                                     | потоплено  | 39°35′ пн. ш. 72°42′ зх. д. / 39.583° пн. ш. 72.700° зх. д. |
| Garmula       | вантажне судно      | Велика Британія | 23 липня 1942     | 5 254        | 6 009 т зерна                                                                                        | потоплено  | 5°32′ пн. ш. 14°45′ зх. д. / 5.533° пн. ш. 14.750° зх. д.   |
| Leikanger     | вантажне судно      | Норвегія        | 27 липня 1942     | 4 003        | 1 000 т хромової руди                                                                                | потоплено  | 4°00′ пн. ш. 18°00′ зх. д. / 4.000° пн. ш. 18.000° зх. д.   |
| Mendanau      | вантажне судно      | Нідерланди      | 9 серпня 1942     | 6 047        | 6 000 тонн державних запасів, включаючи локомотиви, вантажівки, літаки, вугілля та військові припаси | потоплено  | 4°45′ пн. ш. 18°00′ зх. д. / 4.750° пн. ш. 18.000° зх. д.   |
| Cripple Creek | вантажне судно      | США             | 13 серпня 1942    | 6 347        | 7 500 т військових припасів                                                                          | потоплено  | 4°55′ пн. ш. 18°30′ зх. д. / 4.917° пн. ш. 18.500° зх. д.   |